# Motion Picture Licensing Corporation
MPLC (Motion Picture Licensing Company/Corporation) – międzynarodowa firma zajmująca się udzielaniem licencji – Parasola Licencyjnego MPLC (MPLC Umbrella Licence®) na publiczne pokazy filmów z legalnie nabytych lub wypożyczonych nośników video/DVD, przeznaczonych oryginalnie jedynie do własnego, prywatnego użytku domowego, w pomieszczeniu/ach lub pojazdach określonych w umowie licencyjnej.

## Historia
Przed powstaniem MPLC licencje na publiczne pokazy z nośników video były wydawane bezpośrednio przez producentów filmowych na konkretny pokaz konkretnego filmu. MPLC powstało w USA w grudniu 1986 roku a jego zadaniem jest wydawanie licencji lub Parasoli Licencyjnych, które zezwoliłyby na nieograniczoną liczbę pokazów filmów wyprodukowanych przez związanych z MPLC producentów, za niską, roczną opłatę.
Od 2003 MPLC rozszerzyło swoją działalność na inne państwa Europy, Ameryki Południowej i Azji. W listopadzie 2008 roku MPLC powstało również w Polsce.
W chwili obecnej ponad 500 000 miejsc na całym świecie jest objętych Parasolem Licencyjnym MPLC.
MPLC pozyskuje prawa do udzielania licencji bezpośrednio od producentów. Wśród producentów związanych z MPLC znajdują się wszystkie największe studia Hollywood, jak również wielu producentów niezależnych.
MPLC oferuje licencje instytucjom kultury, korporacjom, przewoźnikom autobusowym i innym miejscom, gdzie odbywają się publiczne pokazy filmowe z nośników video/DVD.

## Podstawa prawna
Ustawa o Prawie Autorskim i Prawach Pokrewnych z 4 lutego 1994 roku, pozwala na wyświetlanie filmów z nośników video/DVD jedynie w ramach tzw. dozwolonego użytku osobistego. Zakres tego użytku opisuje art. 23. 2 ustawy i obejmuje on „korzystanie z pojedynczych egzemplarzy utworów przez krąg osób pozostających w związku osobistym, w szczególności pokrewieństwa, powinowactwa lub stosunku towarzyskiego”.
Nieprzestrzeganie prawa autorskiego jest poważnym naruszeniem prawa i pociąga za sobą wysokie kary. Ustawa uszczegóławia te kary w art. 116.